# 5748 Davebrin
Az 5748 Davebrin (ideiglenes jelöléssel 1991 DX) a Naprendszer kisbolygóövében található aszteroida. Eleanor F. Helin fedezte fel 1991. február 19-én.